# 麥振鴻
麥振鴻（Mak Jun-Hung），1970年代出生於香港，為音樂製作人，自1992年正式入行，在香港從事電影配樂工作以來，創作許多經典電影、電視劇配樂，其最廣為人知的配樂作品為仙劍奇俠傳系列之電視劇原聲音樂。而由於仙劍奇俠傳系列電視劇開創當代中國古裝仙俠劇類之先河，創作其配樂的麥振鴻也因而有「仙俠音樂之父」的稱號。

## 經歷
- 1992年：
  - 正式入行，開始在香港電影圈做配樂工作，首部作品是該年12月上映的電影《英雄地之小刀會》，擔任原創音樂製作[5]。
- 2000年：
  - 古裝神話電視劇《天地傳説之魚美人》播出，麥振鴻擔任該劇的原創音樂製作[6]。
- 2001年：
  - 為電視劇《楊門女將之女兒當自強》[7]、《天地傳説之寶蓮燈》[8]擔任原創音樂製作。
- 2003年：
  - 為包括《大醉俠》、《十三太保》、《獨臂刀》、《報仇》在內的二百多部電影，還原及修復音樂聲帶。
- 2005年：
  - 1月，電視劇《仙劍奇俠傳》播出，麥振鴻擔任該劇的原創音樂製作，包括《仙劍奇緣》《莫失莫忘》等18首配樂[9]。
  - 8月，電視劇《小魚兒與花無缺》播出，麥振鴻擔任該劇的原創音樂製作[10]。
- 2006年：
  - 1月，由胡歌、林依晨主演的古裝神話劇《天外飛仙》播出，麥振鴻擔任該劇的原創音樂製作[11]。
  - 2月，《天外飛仙》發行實體版電視劇原聲帶，專輯共收錄了麥振鴻的7首配樂。
- 2009年：
  - 擔任電視劇《仙劍奇俠傳三》的原創音樂製作，創作了徐長卿主題配樂《眾生平等》、龍葵主題配樂《千年等待》等6首配樂[12]。
- 2010年：
  - 參與電影《分手説愛你》的配樂製作；憑藉該電影的配樂，麥振鴻入圍第30屆香港電影金像獎最佳原創電影音樂獎[13]。
- 2012年：
  - 5月，參加南方都市報、共青團廣東省委主辦的廣州白雲時尚音樂節，為音樂節設計音樂文化互動活動[14]。
  - 7月，驚悚懸疑電影《青魘》上映，麥振鴻擔任該電影的原創音樂製作[15]。
  - 12月，於首屆上海大學生原創音樂大賽擔任評委，並受邀於北京服裝學院對學生們進行公開課演講[16]。
- 2014年：
  - 7月，古裝玄幻劇《古劍奇譚》播出，麥振鴻擔任該劇的原創音樂製作[17]。
  - 8月，由陳浩民主演的古裝神話電視劇《新濟公活佛》播出，麥振鴻擔任該劇上下兩部的原創音樂製作，除配樂外還為電視劇創作了片頭、片尾、插曲共4首歌曲，同時擔任歌曲監製。
- 2015年：
  - 2月，由黃百鳴、邱禮濤聯合執導的喜劇電影《神探駕到》上映，麥振鴻擔任該電影的原創音樂製作，創作了由甄子丹演唱的《Sherry》[18]。
  - 6月，古裝仙俠劇《花千骨》播出，麥振鴻擔任該劇的音樂總監，為該劇製作原創音樂，包括主題曲《不可説》作曲[19]。
  - 6月，網劇《盜墓筆記》播出，麥振鴻擔任該劇的原創音樂製作[20]。
  - 9月，夢飛翔音樂製作及出版有限公司出版了《花千骨》實體原聲CD，共收錄了麥振鴻創作的25首配樂。
- 2016年：
  - 7月，電視劇《老九門》播出，麥振鴻擔任該劇的原創音樂製作[21]。
- 2017年：
  - 1月，擔任玄幻類網劇《尋找前世之旅》的音樂總監，為主題曲和2首插曲作曲[22]。
  - 3月，鄭嘉穎、唐藝昕主演的年代武俠劇《太極宗師之太極門》播出，麥振鴻擔任該劇的原創音樂製作。
  - 4月，電影《拆彈專家》上映，麥振鴻擔任該電影的原創音樂製作[23]，共花了8個月的時間完成配樂工作[24]。
  - 7月，古裝科幻類網劇《顫抖吧，阿部！》播出，麥振鴻擔任該劇的原創音樂製作，為主題曲和插曲作曲。
- 2018年：
  - 4月，科幻類網劇《超能造夢》播出，麥振鴻擔任配樂製作，除配樂外還包攬了主題曲、片尾曲、插曲的作曲、監製工作[25]。
  - 7月，古裝仙俠劇《天乩之白蛇傳說》播出，麥振鴻擔任該劇的原創音樂製作[26]。
- 2019年：
  - 7月，電影《掃毒2：天地對決》上映，麥振鴻擔任該電影的原創音樂製作[27]。
- 2020年：
  - 12月，電影《拆彈專家2》上映，麥振鴻擔任該電影的原創音樂製作[28]。

## 外部連結
- @麦振鸿 的个人主页 - 微博 （页面存档备份，存于）
- 麥振鴻 Brother Hung Official - YouTube （页面存档备份，存于）
- Jan-Hung Mak - IMDb （页面存档备份，存于）